# わたなべけんいち
わたなべ けんいち：渡辺 健一（1965年 - ）は、マルチクリエーター（作家、脚本家、ライター、写真家、映像作家、3D映像作家）、プロデューサー（テレビ番組、映画、Vシネマ）、株式会社ナベックス代表取締役。東京三田倶楽部元理事。1990年三田会副代表。日本児童文芸家協会会員、第3種放射線取扱主任者。NPS会員。プログラマー：iOS、RealBasicなど
金澤藤馬（かねさわ とうま）、桜風涼（はるかぜ すずし）などの複数の筆名を持つ。

## 経歴
千葉県船橋市生まれ。1984年に千葉県立木更津高等学校卒。1990年に慶應義塾大学法学部卒。在学1年から社員として塾講師を開始。1993年：塾講師中に書いた児童小説が評価され、日本児童文芸家協会会員となる。
フリーライターとして寄稿。女性セブン（小学館）記者をはじめ、同社学年誌、日経BP社などでパソコン雑誌の連載を開始。最盛期には月14本の連載を抱えた。
1994年、So-net主催のインターネットコンテンツコンテスト「第2回クリエーターズガレージ」で最優秀賞を受賞。同社のコンテンツ『ストーリーゲート』を主催。2002年、劇場映画『ベースボールキッズ』を企画。プロデュースと脚本家として参加。2003年に『ベースボールキッズ』を劇場公開。文部科学省選定作品に選ばれる。
株式会社ナベックスを設立、テレビ番組制作を開始し、以降は映像媒体の企画制作を中心に活動することとなる。テレ玉「音楽詩人」、チバテレ「千葉さん一家はどこへゆく（なすび主演）」「カート柳田塾（柳田真孝主演）」」など主にローカル番組を中心に、年間200本近い企業コマーシャルを制作。
2005年に前述の『ベースボールキッズ』を題材にした同名小説『ベースボールキッズ』を発行。2011年に東日本大震災、福島原発事故を経験し、第3種放射線取扱主任者の資格を取得。福島県の放射線測定活動を実施中。

## 主な著作

### 脚本
- ベースボールキッズ（チバテレ）：脚本

### 小説
- ベースボールキッズ（ソフトバンク）：小説

### その他単行本
- Ediusナビゲーションブック（ソフトバンク）：技術書
- MP3で音を楽しむ本（ソフトバンク）：技術書
- RealBasic使いへの道（ソフトバンク）：技術書
- 転勤者のための高校受験のしくみ―全国主要都道府県（日本実業出版）：一般書
- 映像制作の現場ですぐに役立つ録音ハンドブック2020/10/28 玄光社

### 実用ビデオ
- ポケット線量計マニュアル：DVD
- 知育教材「放射線から、さあ、逃げろ」：DVD